# Cyathea aciculosa
Cyathea aciculosa är en ormbunkeart som beskrevs av Edwin Bingham Copeland. Cyathea aciculosa ingår i släktet Cyathea och familjen Cyatheaceae. Inga underarter finns listade.